# 立山広喜
立山 広喜（たちやま ひろき、1985年11月24日 - ）は、熊本県出身の、日本の柔道選手である。階級は100 kg超級。身長195 cm、体重145 kg。

## 来歴・人物
熊本県玉名郡南関町出身。南関中1年の時に地元の温泉で偶然、大牟田高・柔道部の監督と出会い、「週末にうちの練習にきてみないか」と誘われた事により、本格的に柔道を始めた。
大牟田高校では同級生の187cmある高橋和彦とともにその身長の高さからツインタワーと呼ばれ活躍する。因みに高橋と共に相撲部屋から力士にならないかとの誘いを蹴っての同校入学だった。ただし、高校3年になる直前の高校選手権の準決勝では、自分よりはるかに小柄な66kg級の秋本啓之に翻弄されて敗れ、3位に終った。
国士舘大学進学後は、学生体重別では優勝をはじめ常に上位に顔を出して、世界学生の無差別でも優勝を果たした。
JRAに入社、2009年には全日本選手権の準決勝で棟田康幸に判定で敗れるが3位に入った。
2010年に入ると、ワールドカップウィーンで久しぶりの国際大会優勝を成し遂げる。続く全日本選手権の準決勝では昨年敗れた棟田を破るものの、決勝では高校及び大学の同期である高橋から有効を取ってリードしながら、終盤逆転されて優勝ならず。しかし、世界選手権無差別の代表に初選出された。
同年に行われた世界選手権では、準決勝でテディ・リネールに敗れたものの、銅メダルを獲得した。その後の世界団体では優勝メンバーの一員として名を連ねることになった。
2012年の実業団体を最後に現役を引退した。
2025年現在はJRA(日本中央競馬会)職員として勤務。

## 戦績
- 2003年 -　全国高等学校柔道選手権大会　3位
- 2004年 -　全日本ジュニア　2位
- 2004年 -　学生体重別　2位
- 2005年 -　学生体重別　3位
- 2006年 -　学生体重別　優勝
- 2006年 -　世界学生　優勝
- 2007年 -　学生体重別　2位
- 2007年 -　講道館杯　3位
- 2008年 -　アジア選手権　3位
- 2008年 -　講道館杯　3位
- 2008年 -　嘉納杯　3位
- 2009年 -　全日本選手権　3位
- 2009年 -　アジア選手権　2位
- 2009年 -　グランドスラム・リオデジャネイロ　2位
- 2009年 -　グランプリ・青島　2位
- 2010年 -　ワールドカップ・ウィーン　優勝
- 2010年 -　全日本選手権　2位
- 2010年 -  世界選手権 3位
- 2010年 -  グランプリ・ロッテルダム　優勝
- 2010年 -  世界団体 優勝
- 2011年 - 選抜体重別　3位
- 2011年 -　世界柔道選手権大会（無差別）　5位
- 2011年 -　講道館杯　3位

(出典、JudoInside.com)。